# Абелла, Розали
Почтенная Розали́ Зи́льберман Абе́лла (англ. Rosalie Silberman Abella, р. 1 июля 1946) — бывший судья Верховного суда Канады, младший судья с 2004 по 2021 гг. Назначена была либеральным премьер-министром Полом Мартином.
Иностранный член Американского философского общества (2018).
Абелла родилась в лагере беженцев в Штутгарте (Германия) и вместе с семьёй переехала в Канаду в 1950 году. В 1970 году окончила юридический факультет Торонтского университета и занималась частной практикой до 1976 года, когда была назначена в Семейный суд Онтарио, став самым молодым и первым беременным (на момент назначения) судьёй в канадской истории. В 1992 году назначена в Апелляционный суд Онтарио.